# Carlo Maria di Borbone-Spagna
Carlos María de los Dolores Juan Isidro José Francisco Quirin Antonio Miguel Gabriel Rafael de Borbón y Austria-Este, duca di Madrid (Lubiana, 30 marzo 1848 – Varese, 18 luglio 1909), fu il più anziano membro per discendenza maschile primogenita della casa di Borbone dal 1887, fu considerato dai carlisti legittimo re di Spagna con il nome di Carlo VII, dal 1868 (data dell'abdicazione paterna) e legittimo re di Francia e Navarra con il nome di Carlo XI in seguito alla morte del padre.

## Biografia

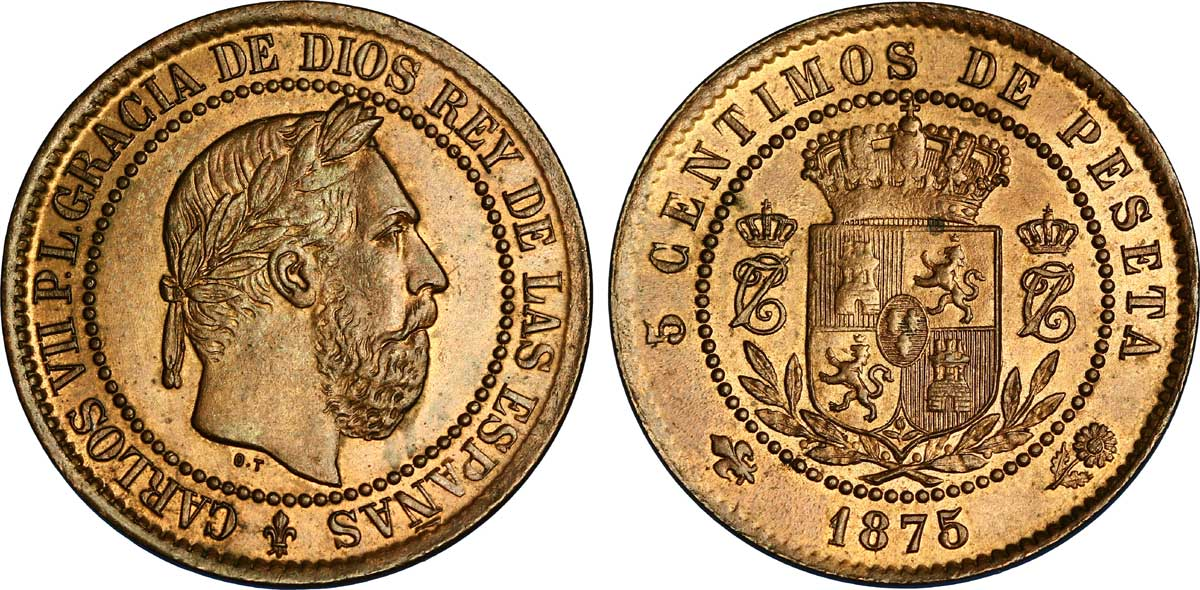
Carlo Maria di Borbone-Spagna

Carlo era il primogenito di Giovanni Carlo, conte di Montizón, e di sua moglie, l'arciduchessa Maria Beatrice d'Austria-Este. Dopo la nascita visse per un breve periodo con la famiglia a Londra, dove nacque suo fratello minore Alfonso. In seguito Giovanni Carlo, notoriamente troppo liberale per i carlisti, lasciò la moglie, che portò con sé i figli a Modena. Il duca di Modena e Reggio, Francesco V d'Austria-Este, loro zio materno, fu in gran parte responsabile della formazione dei ragazzi e loro punto di riferimento in quegli anni.
Carlo ben presto divenne noto per i propri punti di vista tradizionalisti, molto differenti da quelli paterni: il 4 febbraio 1867, a Frohsdorf, sposò la principessa Margherita di Borbone-Parma, figlia di due tra i più reazionari principi dell'epoca, ambedue esponenti di punta degli ambienti tradizionalisti: il defunto Carlo III di Parma e Luisa Maria di Borbone-Francia, figlia di Carlo, duca di Berry e quindi sorella del pretendente borbonico Enrico, conte di Chambord. La coppia ebbe cinque figli:
- Bianca di Borbone (1868-1949), arciduchessa d'Austria
- Giacomo di Borbone (1870-1931), suo erede
- Elvira di Borbone-Spagna (1871-1929)
- Beatrice di Borbone-Spagna (1874-1961), principessa Massimo
- Alice di Borbone (1876-1975), principessa Schönburg-Waldenburg

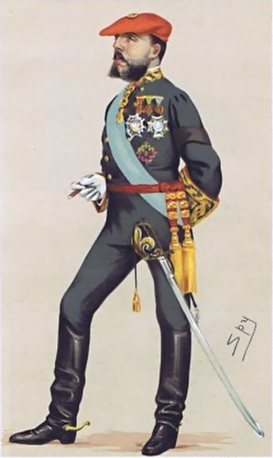
Carlo VII, duca di Madrid

Carlo organizzò e condusse la terza guerra carlista e fra il 1872 e il 1876 ebbe il dominio effettivo su gran parte della Spagna.
Nel gennaio del 1893 la moglie di Carlo morì ed egli, l'anno seguente, decise di risposarsi. La madre, consultata, suggerì due donne: la principessa Teresa del Liechtenstein (figlia del principe Alfredo del Liechtenstein) e la principessa Marie-Berthe de Rohan (figlia di Arthur de Rohan, principe di Rohan-Rochefort). Conosciutele entrambe, Carlo chiese la mano della seconda; il 28 aprile 1894 Carlo e Berthe vennero sposati dal cardinale Schönborn a Praga. Berta aveva una personalità dominante e ciò rese l'unione molto impopolare fra i carlisti. Tutti gli scrittori sostengono che l'unione fu disastrosa, non soltanto per la famiglia di Carlo e per lui stesso, ma anche per il partito carlista.
Carlo morì al Grand Hotel Excelsior di Casbeno, frazione di Varese, il 18 luglio 1909 e venne poi sepolto nella cattedrale di San Giusto a Trieste. Suo successore nelle pretese ai troni francesi e spagnoli fu il figlio Giacomo.

## Ascendenza
|                               |                             |                                       | Genitori                            |  |  | Nonni |  |  | Bisnonni           |  |  | Trisnonni           |  |
|                               |                             |                                       |                                     |  |  |       |  |  | Carlo IV di Spagna |  |  | Carlo III di Spagna |  |
|                               |                             |                                       |                                     |  |  |       |  |  | Carlo IV di Spagna |  |  | Carlo III di Spagna |  |
|                               |                             | Maria Amalia di Sassonia              |                                     |  |  |       |  |  | Carlo IV di Spagna |  |  |                     |  |
| Carlo, Conte di Molina        |                             |                                       |                                     |  |  |       |  |  | Carlo IV di Spagna |  |  |                     |  |
|                               |                             | Maria Luisa di Borbone-Parma          | Filippo I di Parma                  |  |  |       |  |  |                    |  |  |                     |  |
|                               |                             | Maria Luisa di Borbone-Parma          | Filippo I di Parma                  |  |  |       |  |  |                    |  |  |                     |  |
|                               |                             | Maria Luisa di Borbone-Parma          | Luisa Elisabetta di Borbone-Francia |  |  |       |  |  |                    |  |  |                     |  |
| Giovanni, Conte di Montizón   |                             | Maria Luisa di Borbone-Parma          |                                     |  |  |       |  |  |                    |  |  |                     |  |
|                               |                             | Giovanni VI del Portogallo            | Pietro III del Portogallo           |  |  |       |  |  |                    |  |  |                     |  |
|                               |                             | Giovanni VI del Portogallo            | Pietro III del Portogallo           |  |  |       |  |  |                    |  |  |                     |  |
|                               |                             | Giovanni VI del Portogallo            | Maria I del Portogallo              |  |  |       |  |  |                    |  |  |                     |  |
| Maria Francesca di Braganza   |                             | Giovanni VI del Portogallo            |                                     |  |  |       |  |  |                    |  |  |                     |  |
|                               |                             | Carlotta Gioacchina di Borbone-Spagna | Carlo IV di Spagna                  |  |  |       |  |  |                    |  |  |                     |  |
|                               |                             | Carlotta Gioacchina di Borbone-Spagna | Carlo IV di Spagna                  |  |  |       |  |  |                    |  |  |                     |  |
|                               |                             | Carlotta Gioacchina di Borbone-Spagna | Maria Luisa di Borbone-Parma        |  |  |       |  |  |                    |  |  |                     |  |
| Carlo, Duca di Madrid         |                             | Carlotta Gioacchina di Borbone-Spagna |                                     |  |  |       |  |  |                    |  |  |                     |  |
|                               | Ferdinando d'Asburgo-Lorena | Francesco I del Sacro Romano Impero   |                                     |  |  |       |  |  |                    |  |  |                     |  |
|                               | Ferdinando d'Asburgo-Lorena | Francesco I del Sacro Romano Impero   |                                     |  |  |       |  |  |                    |  |  |                     |  |
|                               | Ferdinando d'Asburgo-Lorena | Maria Teresa d'Austria                |                                     |  |  |       |  |  |                    |  |  |                     |  |
| Francesco IV di Modena        | Ferdinando d'Asburgo-Lorena |                                       |                                     |  |  |       |  |  |                    |  |  |                     |  |
|                               |                             | Maria Beatrice d'Este                 | Ercole III d'Este                   |  |  |       |  |  |                    |  |  |                     |  |
|                               |                             | Maria Beatrice d'Este                 | Ercole III d'Este                   |  |  |       |  |  |                    |  |  |                     |  |
|                               |                             | Maria Beatrice d'Este                 | Maria Teresa Cybo-Malaspina         |  |  |       |  |  |                    |  |  |                     |  |
| Maria Beatrice d'Austria-Este |                             | Maria Beatrice d'Este                 |                                     |  |  |       |  |  |                    |  |  |                     |  |
|                               |                             | Vittorio Emanuele I di Savoia         | Vittorio Amedeo III di Savoia       |  |  |       |  |  |                    |  |  |                     |  |
|                               |                             | Vittorio Emanuele I di Savoia         | Vittorio Amedeo III di Savoia       |  |  |       |  |  |                    |  |  |                     |  |
|                               |                             | Vittorio Emanuele I di Savoia         | Maria Antonietta di Borbone-Spagna  |  |  |       |  |  |                    |  |  |                     |  |
| Maria Beatrice di Savoia      |                             | Vittorio Emanuele I di Savoia         |                                     |  |  |       |  |  |                    |  |  |                     |  |
|                               |                             | Maria Teresa d'Austria-Este           | Ferdinando d'Asburgo-Lorena         |  |  |       |  |  |                    |  |  |                     |  |
|                               |                             | Maria Teresa d'Austria-Este           | Ferdinando d'Asburgo-Lorena         |  |  |       |  |  |                    |  |  |                     |  |
|                               |                             | Maria Teresa d'Austria-Este           | Maria Beatrice d'Este               |  |  |       |  |  |                    |  |  |                     |  |
|                               |                             | Maria Teresa d'Austria-Este           |                                     |  |  |       |  |  |                    |  |  |                     |  |